# Bonifaci III de Montferrat
Bonifaci III de Montferrat   (Piemont, 10 d'agost de 1424 (Gregorià) - 1494 (Gregorià)), fou marquès de Montferrat del 1483 al 1494. Va assumir el títol succeint al seu germà Guillem VIII. En compliment del pacte de submissió a Milà efectuat pel seu pare, Bonifaci va participar en diverses guerres. Va assumir el títol del marquès a la mort del seu germà uillem, però es va haver d'enfrontar amb altres dos candidats: Scipió, fill il·legítim de Guillem, i Ludovico, gendre del difunt marquès Joan Jaume.

## Vida al servei de Guillem
Bonifaci era el tercer fill del marquès Joan Jaume de Montferrat i de la seva esposa Joana de Savoia. Als vint anys va començar a aprendre l'ofici militar entrar al servei del duc de Milà, Felip Maria Visconti i sota la vigilància del seu germà Guillem. El 1464 el seu germà Guillem va assumir el títol de marquès i tots dos es van veure implicats en les guerres dels ducs de Milà, ja que el pare havia acceptat sotmetre el marquesat a vassallatge. Bonifaci va combatre contra venecians i bolonyesos. Quan va veure que hi havia disputes entre els combatents del mateix bàndol (Guillem es va enfrontar amb Carlo Gonzaga), Bonifaci es va passar al bàndol dels venecians. Més endavant, va donar suport militar al seu germà en la seva reclamació d'Alessandria i va assumir l'autoritat al marquesat durant el període que Guillem va estar empresonat: del maig del 1449 al maig del 1450.
El 1467 va tornar a treballar com a soldat al servei del duc de Milà. També va formar part de l'exèrcit del seu germà quan aquest va decidir donar suport a Galeàs Sforza contra els Savoia.

## Marquès de Montferrat
Quan tenia cinquanta anys va morir Guillem va morir sense hereus mascles i Bonifaci va assumir el títol de marquès. En aquell temps s'havia acabat la guerra de la sal, en la qual havia estat implicat el seu germà i això va fer que Bonifaci jurés fidelitat als Savoia. Bonifaci va signar un tractat de no bel·ligerància que incloïa el matrimoni de la seva neboda Blanca amb el duc Carles I de Savoia, al qual concedia el títol de marquès de Montferrat en cas de morir sense haver tingut un descendent mascle. Potser el que el va empènyer a prendre aquesta decisió va ser evitar la dramàtica escena que va protagonitzar Scipió Paleòleg a Casale Monferrato. Aquest era fill natural de Guillem VIII de Montferrat, es va revoltar per reclamar el títol de marquès i Bonifaci, que no es va veure capaç d'arribar a cap acord amb ell, va permetre que Ludovico II, marquès de Saluzzo, el matés. Ludovico, per les condicions matrimonials estipulades en el seu contracte matrimonial amb Isabel, filla del marquès Joan Jaume, també deia tenir dret a la successió.
En suport de la política dels Savoia, Bonifaci va participar en la guerra que va esclatar el 1486 contra els Saluzzo, i va ocupar diferents territoris en el Langhe, que eren possessions de Ludovico II.
A la mort de Bonifaci, el 1494, el va succeir el seu fill Guillem IX i sense que cap altre pretendent s'oposés.

## Matrimoni i descendència
Bonifaci es va casar per primera vegada amb Orvietana Fregoso, filla de Pietro Fregoso, duc de Gènova, amb la qual no va tenir fills. Es va casar en segones núpcies el 31 d'agost del 1483 amb Elena Penthièvre, que era germana de la darrera esposa del seu germà, però ella va morir l'any següent de part prematur. Es va casar per tercera vegada, el 8 de juliol del 1485 a Innsbruck, amb Maria Branković (Ohrid 1466 – Casale 27 agost 1495), filla del príncep de Sèrbia Stefan IV Branković.
Amb Maria va tenir els següents fills:
- Guillem (1486 – 1518), marquès de Montferrat del 1494 al 1518;
- Joan Jordi (1488 – 1533), marquès de Montferrat del 1530 al 1533.